# Asclepigenia
Asclepigenia (in greco Ἀσκληπιγένεια) (floruit 450 d.C.) è stata una filosofa ateniese e una mistica la cui vita è nota grazie alla Vita di Proclo di Marino di Neapoli

## Biografia
Contemporanea di Ipazia, suo padre, Plutarco di Atene, curò la sua istruzione (e quella del fratello) preoccupandosi di farle leggere le opere di Platone e Aristotele
Subito dopo la morte del padre, Asclepigenia continuò ad insegnare la sua dottrina mistica. Da lei, il suo studente più conosciuto Proclo, avrebbe appreso la scienza caldaica.